# Porechontes
Porechontes is een geslacht van kevers uit de familie bladkevers (Chrysomelidae).
De wetenschappelijke naam van het geslacht werd in 1966 gepubliceerd door Blake.

## Soorten
- Porechontes albiventris (Blake, 1958)
- Porechontes limbella (Weise, 1921)
- Porechontes wilcoxi Blake, 1966